# Fahrnisvollstreckung
Mit dem altmodischen Wort Fahrnisvollstreckung ist die in §§ 803 ff. Zivilprozessordnung geregelte Zwangsvollstreckung in das bewegliche Vermögen gemeint. Der Normalfall der Fahrnisvollstreckung ist die Pfändung und Verwertung beweglicher Sachen, die sich beim Schuldner befinden. Die heute häufigste Form ist die Pfändung und Überweisung von Forderungen des Schuldners gegen einen Dritten, den sogenannten Drittschuldner. Daneben können aber auch andere Vermögensrechte gepfändet und verwertet werden.
Der Gegenbegriff zur Fahrnisvollstreckung ist die Immobiliarzwangsvollstreckung, die mittels Zwangshypothek, Zwangsversteigerung und Zwangsverwaltung auf Grundstücke des Schuldners zugreift.